# Gunung Geulis
Gunung Geulis is een bestuurslaag in het regentschap Bogor van de provincie West-Java, Indonesië. Gunung Geulis telt 6487 inwoners (volkstelling 2010).